# Inter multiplices
Die Enzyklika Inter multiplices an die Kardinäle, Erzbischöfe und Bischöfe von Frankreich wurde am 21. März 1853 von Papst Pius IX. verkündet. Zum Inhalt hatte sie die Erhaltung und die Einheit der Liturgie sowie des Messbuchs (Missale).

## Geschichtlicher Hintergrund
Zu Beginn des Jahres 1853 begann in Frankreich eine eigenständige Auslegung und Umsetzung der Liturgie. Im Wesentlichen hatte sich ein Streit über provinzielle Konzile und Synoden, über die Rechte und Pflichten der Schriftsteller, über eine Umgestaltung der Liturgie und der Rechtsprechung durch Bischöfe ergeben. Um diese öffentliche Diskussion zu beruhigen, erfolgte die Enzyklika Inter multiplices.

## Für die Einheit des Geistes
Zunächst lobt Papst Pius IX. die traditionelle Stellung Frankreichs in der katholischen Kirche und hebt die Nation Frankreichs als treues Mitglied der Katholischen Kirche hervor. Er verweist auf die Einheit und ermahnt die französischen Bischöfe, die katholische Wahrheit zu wahren und den Lehren der Kirche gehorsam zu folgen.

## Über die Arbeit in den Diözesen
Der Papst erklärt, dass die Aufgabe der örtlichen Bischöfe in der besonderen Sorgfaltspflicht und Einhaltung des christlichen Glaubens liegt. Er vergleicht die Bischöfe als „Minister“ und fordert sie auf, ihre göttliche Macht einzusetzen, den provinziellen Synoden und Konzilien ein Ende zu setzen. In den Diözesen muss die Erbschaft des Glaubens beibehalten werden, es muss die reine Lehre, die göttliche Anbetung und die Disziplin des örtlichen Klerus erhalten bleiben.

## Exhortatio
Der Papst ruft weiterhin in einer Exhortatio die Bischöfe Frankreichs auf, die Männer zu ermahnen und zu verwarnen, die mit ihren Schriften und Reden versuchen, eine Störung des Kirchenfriedens zu erreichen. Im Falle der Nichtbefolgung sollen sie aus dem Klerus verwiesen werden. Dieses soll getan werden, damit die katholische Lehre verteidigt wird, und die Unfolgsamen zum Geist der Liturgie erzogen werden.

## Aufruf an die Bischöfe
Als Erben von Christus sind die Bischöfe aufgerufen, im Frieden von Christus die Friedensstifter zu sein. Meinungsverschiedenheit sollen in Liebe und gegenseitigem Verständnis ausgeräumt werden. Wenn nötig, muss auch die geistliche und göttliche Autorität als Hirte und Bewacher der Herde eingesetzt werden.